# وادسبورو (کارولینای شمالی)
وادسبورو (به انگلیسی: Wadesboro) شهری در ایالت کارولینای شمالی کشور ایالات متحده آمریکا است که جمعیت آن در سرشماری سال ۲۰۱۰ میلادی، ۵٬۸۱۳ نفر بوده‌است.